# 新潟県弁護士会
新潟県弁護士会（にいがたけんべんごしかい、英：Niigata Bar Association）とは、日本の52ある弁護士会（単位弁護士会）の1つで、新潟県の単位弁護士会である。関東弁護士連合会所属。

## 概要
新潟県弁護士会には、新潟県内の弁護士全員が加入している。
新潟県弁護士会には、本会役員として、会長1名、副会長4名及び監事2名が設置されている。また、常議員会として、議長1名、副議長1名及び常議員16名が設置されている。

## 沿革
- 1876年（明治9年）2月22日 - 代言人規則公布（免許制）[3]。
- 1880年（明治13年）5月13日 - 代言人規則改正（組合の設置と強制加入）。新潟、新発田、高田、長岡、相川にそれぞれ代言人組合設立[3]。
- 1890年（明治23年）２月10日 - 裁判所構成法公布、弁護士の呼称始まる[3]。
- 1893年（明治26年）
  - 3月4日　旧々弁護士法公布[3]。
  - 5月1日　旧々弁護士法施行[3]。「新潟弁護士会」発足[3]。
- 1920年（大正9年）4月21日 - 新潟弁護士会館落成[3]。
- 1936年（昭和11年）4月1日 - 旧弁護士法施行[3]。
- 1947年（昭和22年）12月1日 - 第1回司法修習開始[3]。
- 1949年（昭和24年）
  - 6月10日　新弁護士法公布[3]。
  - 9月1日　新弁護士法施行。日本弁護士連合会発足[3]。
- 1952年（昭和27年）9月14日 - 「新潟県弁護士会」に改称[3]。
- 1955年（昭和30年）10月1日 - 新潟大火発生。同月４日から13日まで新潟地裁構内の第二弁護士控室で無料法律相談を実施した[3]。
- 1959年（昭和34年）3月6日 - 財団法人法律扶助協会新潟支部発足[3]。
- 1964年（昭和39年）6月16日 - 新潟地震発生。法律扶助協会新潟支部と共催で新潟日報、NHK、新潟放送の後援をうけて、同年7月1日から15日まで弁護士会館で無料法律相談を実施した[3]。
- 1968年（昭和43年）1月21日 - 財団法人・日弁連交通事故相談センター新潟県支部発足[3]。
- 1969年（昭和44年）6月28日 - 新会館落成式[3]。
- 1983年（昭和58年）9月2日 - 新潟県弁護士協同組合発足[3]。
- 1991年（平成3年） - 当番弁護士制度発足[4]。
- 2004年（平成16年）10月23日 - 新潟県中越大震災発生。同年11月8日から電話法律相談を開始し、同月14日から被災地で面談による無料法律相談も実施した[5]。
- 2007年（平成19年）7月16日 - 新潟県中越沖地震発生。同月23日から電話法律相談を開始し、同月8月4日から被災地での面談による無料法律相談も実施した[6]。
- 2015年（平成27年）9月19日 - 平哲也会長は、同月17日の参議院特別委員会における安保関連法案の強行採決について、「おかしいだろ、これ。」というコメントを公表した[7]。
- 2016年（平成28年）12月22日 - 糸魚川大規模火災発生。同月23日糸魚川大規模火災対策本部を設置し、同月26日から被災地で「無料なんでも相談」を実施した[8]。
- 2024年（令和6年）1月1日 - 能登半島地震発生。同月15日から無料電話相談を実施[9]。

## 歴代会長[10][11][3]
| 年度                     | 氏名              |
| ------------------------ | ----------------- |
| 明治26年度               | 長野昌秀          |
| 明治27年度               | 青木雄三郎        |
| 明治28年度               | 青木雄三郎        |
| 明治29年度               | 島田脩三          |
| 明治30年度               | 島田脩三          |
| 明治31年度               | 島田脩三          |
| 明治32年度               | 保倉熊次郎        |
| 明治33年度               | 保倉熊次郎        |
| 明治34年度               | 坂本有隣          |
| 明治35年度               | 坂本有隣          |
| 明治36年度               | 坂本有隣          |
| 明治37年度               | 坂本有隣          |
| 明治38年度               | 坂本有隣          |
| 明治39年度               | 坂本有隣          |
| 明治40年度               | 坂本有隣          |
| 明治41年度               | 坂本有隣          |
| 明治42年度               | 坂本有隣          |
| 明治43年度               | 坂本有隣          |
| 明治44年度               | 坂本有隣          |
| 大正元年度（明治45年度） | 坂本有隣          |
| 大正2年度                | 坂本有隣          |
| 大正3年度                | 坂本有隣          |
| 大正4年度                | 坂本有隣          |
| 大正5年度                | 坂本有隣          |
| 大正6年度                | 鳥居鍗次郎        |
| 大正7年度                | 鳥居鍗次郎        |
| 大正8年度                | 鳥居鍗次郎        |
| 大正9年度                | 丸山嵯峨一郎      |
| 大正10年度               | 丸山嵯峨一郎      |
| 大正11年度               | 丸山嵯峨一郎      |
| 大正12年度               | 松井郡治          |
| 大正13年度               | 松井郡治          |
| 大正14年度               | 松井郡治          |
| 昭和元年度（大正15年度） | 松井郡治          |
| 昭和2年度                | 松井郡治          |
| 昭和3年度                | 松井郡治          |
| 昭和4年度                | 松木弘            |
| 昭和5年度                | 松木弘            |
| 昭和6年度                | 松木弘            |
| 昭和7年度                | 松井郡治          |
| 昭和8年度                | 松井郡治          |
| 昭和9年度                | 松井郡治          |
| 昭和10年度               | 松井郡治          |
| 昭和11年度               | 松井郡治          |
| 昭和12年度               | 松井郡治          |
| 昭和13年度               | 松木弘            |
| 昭和14年度               | 松木弘            |
| 昭和15年度               | 長谷川寛          |
| 昭和16年度               | 船橋仁一          |
| 昭和17年度               | 船橋仁一 広島一郎 |
| 昭和18年度               | 田中正名          |
| 昭和19年度               | 田中正名          |
| 昭和20年度               | 松木弘            |
| 昭和21年度               | 松木弘            |
| 昭和22年度               | 長谷川寛          |
| 昭和23年度               | 長谷川寛 玉井潤次 |
| 昭和24年度               | 玉井潤次          |
| 昭和25年度               | 玉井潤次          |
| 昭和26年度               | 玉井潤次          |
| 昭和27年度               | 田中正名          |
| 昭和28年度               | 伴純              |
| 昭和29年度               | 安藤剛            |
| 昭和30年度               | 伊藤亀久二        |
| 昭和31年度               | 小野謙三          |
| 昭和32年度               | 笠原貞造          |
| 昭和33年度               | 玉井潤次          |
| 昭和34年度               | 伴純              |
| 昭和35年度               | 林隆行            |
| 昭和36年度               | 上村閏五郎        |
| 昭和37年度               | 松木明            |
| 昭和38年度               | 本間五六          |
| 昭和39年度               | 藤山藤作          |
| 昭和40年度               | 今成一郎          |
| 昭和41年度               | 坂井一元          |
| 昭和42年度               | 笠原貞造          |
| 昭和43年度               | 石田浩輔          |
| 昭和44年度               | 石田浩輔          |
| 昭和45年度               | 小出良政          |
| 昭和46年度               | 岩淵信一          |
| 昭和47年度               | 渡辺喜八          |
| 昭和48年度               | 涌井鶴太郎        |
| 昭和49年度               | 清野春彦          |
| 昭和50年度               | 坂井照一          |
| 昭和51年度               | 伴昭彦            |
| 昭和52年度               | 坂東克彦          |
| 昭和53年度               | 片桐敬弌          |
| 昭和54年度               | 逢坂修造          |
| 昭和55年度               | 坂上冨男          |
| 昭和56年度               | 中村洋二郎        |
| 昭和57年度               | 川村正敏          |
| 昭和58年度               | 平田亮            |
| 昭和59年度               | 橋本保則          |
| 昭和60年度               | 斎藤彰            |
| 昭和61年度               | 風間士郎          |
| 昭和62年度               | 小海要吉          |
| 昭和63年度               | 今井敬弥          |
| 平成元年度               | 原和弘            |
| 平成2年度                | 大塚勝            |
| 平成3年度                | 平沢啓吉          |
| 平成4年度                | 村山六郎          |
| 平成5年度                | 藤巻元雄          |
| 平成6年度                | 不明              |
| 平成7年度                | 中村周而          |
| 平成8年度                | 高橋勝            |
| 平成9年度                | 不明              |
| 平成10年度               | 今井誠            |
| 平成11年度               | 不明              |
| 平成12年度               | 不明              |
| 平成13年度               | 不明              |
| 平成14年度               | 不明              |
| 平成15年度               | 不明              |
| 平成16年度               | 不明              |
| 平成17年度               | 不明              |
| 平成18年度               | 馬場泰            |
| 平成19年度               | 藤田善六          |
| 平成20年度               | 髙野泰夫          |
| 平成21年度               | 和田光弘          |
| 平成22年度               | 遠藤達雄          |
| 平成23年度               | 砂田徹也          |
| 平成24年度               | 伊藤秀夫          |
| 平成25年度               | 味岡申宰          |
| 平成26年度               | 小泉一樹          |
| 平成27年度               | 平哲也            |
| 平成28年度               | 菊池弘之          |
| 平成29年度               | 兒玉武雄          |
| 平成30年度               | 小泉一樹          |
| 令和元年度（平成31年度） | 齋藤裕            |
| 令和2年度                | 水内基成          |
| 令和3年度                | 若槻良宏          |
| 令和4年度                | 齋藤貴介          |
| 令和5年度                | 福井泰雄          |
| 令和6年度                | 中村崇            |

## データ[12]
- 新潟県の弁護士1人あたりの人口 - 7,502人（全国20位）
- 新潟県の弁護士数の全国に占める割合 - 0.64％
- 新潟県の人口１万人あたりの弁護士数 - 1.33人

## 委員会[13]
- 高齢者・障がい者の権利に関する委員会
- 学校へ行こう委員会
- 民事介入暴力被害者救済センター運営委員会
- 空き家対策支援センター
- ひまわり基金運営委員会
- リーガルサービスセンター委員会
- 民事法問題特別委員会
- 人権擁護委員会
- 憲法改正問題特別委員会
- 刑事弁護委員会
- 子どもの権利委員会
- 消費者保護委員会
- 環境公害問題委員会
- 犯罪被害者支援対策委員会
- 住宅紛争審査会運営委員会
- 市民窓口運営委員会
- 弁護士会照会調査室
- 外部委員等推薦委員会
- 綱紀委員会
- 裁判官選考検討委員会
- 資格審査会
- 司法修習委員会
- 新会館建設実行特別委員会
- 選挙管理委員会
- 総務委員会
- 懲戒委員会
- 日本司法支援センター対策本部
- 貧困問題対策特別委員会
- 新潟県弁護士会史第四巻編集委員会

## 弁護士過疎地域対策

### 過疎地域における法律相談[4]
- 1982年（昭和57年） - 新潟・長岡に法律相談センター設置。
- 1983年（昭和58年） - 三条相談所を設置。
- 1984年（昭和59年） - 上越相談所を設置。
- 1997年（平成9年） - 村上相談所を設置。
- 1999年（平成11年） - 佐渡相談所を設置。
- 2014年（平成26年） - 五泉相談所を設置。
- 2015年（平成27年） - 阿賀相談所を設置。

### 公設事務所・法テラス[4]
- 2005年（平成17年）9月 - 上越市に上越ひまわり基金法律事務所を開設（2009年8月に閉所し、同年9月に上越つばき法律事務所として開業）。
- 2006年（平成18年）3月 - 新発田市に新発田ひまわり基金法律事務所を開設（2015年2月に閉所し、新発田中央法律事務所として開業）。
- 2006年（平成18年）10月 - 日本司法支援センター新潟地方事務所（法テラス新潟）開設。
- 2008年（平成20年）6月 - 佐渡市に佐渡ひまわり基金法律事務所を開設（2020年5月に閉所し、佐渡かんぞう法律事務所として開業）。
- 2018年（平成30年）11月 - 糸魚川市に糸魚川ひまわり基金法律事務所を開設。
- 2020年（令和2年）10月 - 村上市に村上ひまわり基金法律事務所を開設。

## 公益活動
新潟県弁護士会は、弁護士による社会的正義の実現のため、弁護士会独自の費用援助制度を設けている。
　社会的弱者の権利擁護のために、「ひまわり基金」を設けて費用援助を行なっている。また、少年付添活動に対する援助、少額訴訟事件に対する「少額訴訟事件援助制度」を行なっている。

## 新潟水俣病裁判
新潟県は、わが国の四大公害裁判（四日市ぜんそく、熊本水俣病、富山イタイイタイ病、新潟水俣病）の一つである新潟水俣病事件の発生地である。新潟水俣病患者の発生が公式に発表されたのは、昭和40年6月12日のことであり、被害者3家族13名（最終的には77名全員）が、新潟地方裁判所に第1次の提訴を行ったのは、発生後2年を経過した昭和42年6月12日であった。
　そして、新潟水俣病裁判は、提訴後の昭和46年9月29日、2億7,000万円の損害賠償金の支払いを、被告昭和電工に命ずる判決が出され、原告側の歴史的勝訴となったのであった。
　新潟水俣病に関係した新潟県弁護士会の会員は26名の多数にのぼり、しかもその全員が原告（被害者側）の代理人であったということも大きな特色であった。こうした会員の中には、平素の業務活動はむしろ企業側の委任事件に携わっている者も多かったが、深刻で悲惨な新潟水俣病の被害者救済のために、思想信条を超えた人道的立場から受任し、無報酬で法廷に立ち、検証に立ち会うなどの訴訟活動のほかにも、県内外の調査活動に参加し、また、活動資金の寄付に応ずるなど積極的に支援したのであった。　

## 外部サイト
- 新潟県弁護士会
- 関東弁護士連合会
- 日本弁護士連合会
- 新潟県弁護士共同組合